# Gallekowie

Plemiona zamieszkujące Półwysep Iberyjski w III w. p.n.e.

Gallekowie – lud celtycki, w okresie sprzed podboju rzymskiego zamieszkujący północną i północno-zachodnią część Półwyspu Iberyjskiego. Budowali liczne ufortyfikowane osady zwane castro. Osady te były budowane na wzgórzach lub mniejszych wzniesieniach, silnie ufortyfikowane czasami nawet trzema pierścieniami murów. Domostwa wewnątrz osady budowane były na planie koła, z kamiennymi ścianami i stożkowymi dachami z gałęzi lub słomy. Gospodarka Galleków opierała się na hodowli i rybołówstwie. Pozostawili również ślady wysoko rozwiniętej sztuki złotniczej. Głównym bogiem panteonu Galleków był bóg ognia. 